# $ (album của Mark Sultan)
| Đánh giá chuyên môn | Đánh giá chuyên môn |
| Nguồn đánh giá      | Nguồn đánh giá      |
| Nguồn               | Đánh giá            |
| ------------------- | ------------------- |
| Pitchfork Media     | (6.8/10)            |
| Now Magazine        | [ 2 ]               |
| Kids Like You & Me  | (9.3/10)            |

$ là album phòng thu solo thứ hai của nhạc sĩ garage rock/doo-wop người Canada Mark Sultan. Album được thu âm vào năm 2009 và phát hành vào ngày 13 tháng 4 năm 2010.

## Danh sách ca khúc
| STT | Nhan đề                     | Thời lượng |
| --- | --------------------------- | ---------- |
| 1.  | "Icicles"                   | 6:30       |
| 2.  | "Don't Look Back"           | 2:31       |
| 3.  | "Ten of Hearts"             | 5:09       |
| 4.  | "Status"                    | 3:12       |
| 5.  | "I Get Nothin From My Girl" | 2:44       |
| 6.  | "Go Berserk"                | 3:14       |
| 7.  | "I Am The End"              | 4:29       |
| 8.  | "Misery's Upon Us"          | 2:57       |
| 9.  | "I'll Be Loving You"        | 3:13       |
| 10. | "Waiting For Me"            | 2:31       |
| 11. | "Just To Hold You"          | 3:07       |
| 12. | "Catastrophe"               | 2:46       |
| 13. | "Nobody But You"            | 6:33       |